# شورلت ایمپالا (نسل پنجم)
نسل پنجم شورلت ایمپالا (به انگلیسی: Chevrolet Impala) خودرویی است که در سال‌های ۱۹۷۰ تا ۱۹۷۶ در آرلینگتون، تگزاس و اوشاوا تولید شده‌است.
طراحی آن موتور جلو-محور عقب بوده‌است.